# Ragnarr Rykkill Haraldsson
Ragnarr Haraldsson, detto Rykkill (in norvegese: Ragnar Rykkel Haraldsson; dopo l'872), fu re di Hedmark e Gudbrandsdalen.

## Biografia
Ragnarr Haraldsson detto "il Rapitore" (Rykkill) fu il terzo di figlio di re Harald I Bellachioma e Svanhildr, figlia di Eysteinn, jarl di Hedmark. Non è noto dove e quando nacque ma certamente dopo l'872, anno della battaglia di Hafrsfjord. Come tutti i figli di Harald, trascorse la giovinezza nella casa materna.
Attorno al 900, quando re Harald aveva ormai all'incirca cinquant'anni, per cercare di placare le continue liti intestine tra i suoi figli e gli jarl, decise di accontentarli conferendo a tutti loro il titolo di re e divise il regno in vari potentati minori le cui rendite sarebbero spettate per metà a lui e per metà al sovrano locale, inoltre ai figli sarebbe stato concesso di sedere sotto il suo seggio ma sopra quello degli jarl. A Ragnarr toccò il regno di Hedmark e Gudbrandsdalen che dovette condividere insieme ai fratellastri Dagr e Hringr. Si sposò ed ebbe una figlia chiamata Agner. Non si conoscono altri dettagli sulla sua vita.